# Heinz Willeg
Heinz Willeg (* 16. September 1918 in Berlin; † 13. Februar 1991 in Lüneburg) war ein deutscher Filmproduzent, Produktions- und Herstellungsleiter.

## Leben
Willeg war Kriegsteilnehmer und arbeitete ab 1948 für die gerade von Kurt Ulrich und Kurt Schulz in Berlin gegründete Berolina-Film GmbH. Er begann als Aufnahmeleiter und war in dieser Funktion an den beiden Heimatfilm-Klassikern Schwarzwaldmädel (1950) und Grün ist die Heide (1951) beteiligt. Ab 1952 war er Produktionsleiter beziehungsweise Herstellungsleiter.
Für die Filmproduktionsfirma Allianz fungierte er daneben als eigenverantwortlicher Produzent. Auf sein Konto gehen neben mehreren Krimis und Musikfilmen vor allem die Filme um Jerry-Cotton-Darsteller George Nader und die drei Produktionen mit dem niederländischen Kinderstar Heintje im Mittelpunkt.

## Filmografie (Auswahl)
- 1949: Um eine Nasenlänge
- 1950: Eine Nacht im Séparée
- 1950: Schwarzwaldmädel
- 1951: Durch Dick und Dünn
- 1951: Grün ist die Heide
- 1952: Mikosch rückt ein
- 1952: Am Brunnen vor dem Tore
- 1953: Der Vogelhändler
- 1953: Wenn der weiße Flieder wieder blüht
- 1953: Hurra – ein Junge!
- 1954: … und ewig bleibt die Liebe
- 1954: Der Zigeunerbaron
- 1954: Emil und die Detektive
- 1954: Auf der Reeperbahn nachts um halb eins
- 1955: Das fröhliche Dorf
- 1955: Ja, ja, die Liebe in Tirol
- 1955: Die Drei von der Tankstelle
- 1956: Charleys Tante
- 1956: Das Sonntagskind
- 1956: Was die Schwalbe sang
- 1956: Die Christel von der Post
- 1956: Spion für Deutschland
- 1957: Das haut hin
- 1957: Banktresor 713
- 1957: Vater sein dagegen sehr
- 1957: Drei Mann auf einem Pferd
- 1957: Es wird alles wieder gut
- 1957: Frühling in Berlin
- 1958: Zwei Herzen im Mai
- 1958: Der Greifer
- 1958: Hoppla, jetzt kommt Eddie
- 1958: Schwarzwälder Kirsch
- 1958: Der Maulkorb
- 1958: Peter Voss, der Millionendieb
- 1959: Schlag auf Schlag
- 1959: Alle Tage ist kein Sonntag
- 1959: Rosen für den Staatsanwalt
- 1959: Alt Heidelberg
- 1959: Peter Voss, der Held des Tages
- 1960: Der Rächer
- 1960: Mal drunter – mal drüber
- 1960: Wenn die Heide blüht
- 1960: Die junge Sünderin
- 1960: Der letzte Zeuge
- 1961: Kauf Dir einen bunten Luftballon
- 1961: Ach Egon!
- 1961: Drei Mann in einem Boot
- 1962: Der Zigeunerbaron
- 1962: Kohlhiesels Töchter
- 1963: Die Dreigroschenoper
- 1963: Scotland Yard jagt Dr. Mabuse
- 1963: Der Henker von London
- 1964: Old Shatterhand
- 1964: Das Phantom von Soho
- 1964: Das Ungeheuer von London-City
- 1964: Freddy und das Lied der Prärie
- 1964: Der Schut
- 1964: Freddy, Tiere, Sensationen
- 1965: Der letzte Mohikaner
- 1965: Schüsse aus dem Geigenkasten
- 1965: Mordnacht in Manhattan
- 1966: Um null Uhr schnappt die Falle zu
- 1966: Die Rechnung – eiskalt serviert
- 1967: Der Mörderclub von Brooklyn
- 1967: Wenn es Nacht wird auf der Reeperbahn
- 1968: Dynamit in grüner Seide
- 1968: Der Tod im roten Jaguar
- 1968: Der Arzt von St. Pauli
- 1969: Todesschüsse am Broadway
- 1969: Auf der Reeperbahn nachts um halb eins
- 1969: Charley’s Onkel
- 1969: Heintje – Ein Herz geht auf Reisen
- 1970: Heintje – Einmal wird die Sonne wieder scheinen
- 1970: Das Stundenhotel von St. Pauli
- 1970: Der Pfarrer von St. Pauli
- 1970: Heintje – Mein bester Freund
- 1970: Das kann doch unsren Willi nicht erschüttern
- 1971: Zwanzig Mädchen und die Pauker
- 1971: Wir hau’n den Hauswirt in die Pfanne
- 1971: Käpt’n Rauhbein aus St. Pauli
- 1971: Fluchtweg St. Pauli – Großalarm für die Davidswache
- 1971: Sonne, Sylt und kesse Krabben
- 1972: Grün ist die Heide
- 1973: Alter Kahn und junge Liebe
- 1973: Unsere Tante ist das Letzte
- 1973/74: Sergeant Berry (Serie)
- 1974: Schwarzwaldfahrt aus Liebeskummer
- 1974: Auch ich war nur ein mittelmäßiger Schüler
- 1979: Austern mit Senf
- 1986: Caspar David Friedrich – Grenzen der Zeit
- 1987: Sansibar oder Der letzte Grund

## Ehrungen
- 1979: Verdienstkreuz am Bande der Bundesrepublik Deutschland